# بخش آبگرم
بخش آبگرم یکی از بخش‌های شهرستان آوج در استان قزوین ایران است.

## تقسیمات کشوری
- شهرستان آوج
  - شهر آبگرم

## اماکن دیدنی
از مهمترین اماکن دیدنی بخش آبگرم می‌توان به چشمه علی (علی بلاغی)، حمام ارشیا، حمام قوتورسو، پل‌های تاریخی ورودی شهر، غار مغار (ماغار)، برجهای دوقلوی سلجوقی خرقان، راه باصفای عباس‌آباد، چشمه‌های قرخبلاغ، امامزاده‌های بخش، روستای تاریخی کلنجین و فروشگاه‌های مهم شهر آبگرم اشاره نمود.

## جمعیت
بنابر سرشماری مرکز آمار ایران، جمعیت بخش آبگرم شهرستان آوج در سال ۱۳۹۰ برابر با ۱۶۹۳۶ نفر بوده‌است که جمعیت شهر آبگرم بالغ بر ۳۸۲۶ نفر می‌باشد.